# Tui Regio
La Tui Regio è una struttura geologica della superficie di Titano.
È intitolata a Tui, dea cinese dell'acqua e della felicità.